# Ilex guangnanensis
Ilex guangnanensis är en järneksväxtart som beskrevs av Tseng och Y.R. Li. Ilex guangnanensis ingår i släktet järnekar, och familjen järneksväxter. Inga underarter finns listade i Catalogue of Life.